# Zarząd Transportu Metropolitalnego
Zarząd Transportu Metropolitalnego (ZTM, übersetzt Verwaltung des Metropolentransports) ist der kommunale Verkehrsverbund der Górnośląsko-Zagłębiowska Metropolia. Die ZTM hat am 1. Januar 2019 die Aufgaben der aufgelösten Transportorganisatoren KZK GOP, MZK Tychy und MZKP Tarnowskie Góry übernommen.